# Nagrzewanie pojemnościowe
Nagrzewanie pojemnościowe – metoda ogrzewania, w której ciepło jest wytwarzane w dielektryku w wyniku strat dielektrycznych. W metodzie tej ogrzewane ciało umieszczone jest między elektrodami wytwarzającymi zmienne pole elektryczne. Przy nagrzewaniu pojemnościowym wykorzystuje się częstotliwości 13,56 MHz, 27,12 MHz, 40,68 MHz.

## Zasada działania
Moc wydzielona w wyniku ogrzewania pojemnościowego określa się wzorem:
{\displaystyle P=U^{2}2\pi fCtg\delta }
gdzie:
{\displaystyle P} – moc,
{\displaystyle U} – napięcie elektryczne,
{\displaystyle f} – częstotliwość,
{\displaystyle C} – pojemność,
{\displaystyle tg\delta } – współczynnik strat dielektrycznych.

## Zastosowanie
Nagrzewanie pojemnościowe ma szerokie zastosowania. Między innymi wykorzystuje się je do przetwarzania tworzyw sztucznych, suszenia drewna, czy pasteryzacji mleka.
Do ogrzewania pojemnościowego podobne jest nagrzewanie mikrofalami, w którym stosowane między innymi w kuchenkach mikrofalowych. Znalazło również zastosowanie w medycynie w postaci diatermii.